# Formazione dei Grateful Dead
Quella che segue è una lista dei componenti della band Grateful Dead, dalla loro formazione (1965) allo scioglimento, avvenuto nel 1995.

## Storia
La storica band country rock statunitense, nel corso della sua storia trentennale, a differenza di molte altre band formatesi in quell'epoca, non ebbe mai grandi stravolgimenti nella formazione: il primo cambiamento lo si ebbe nel 1971, quando Keith Godchaux prese il posto di Tom Constanten alla tastiera, che fu il vero cambio di formazione della band; per il resto, Vince Welnick e Bruce Hornsby fecero il loro ingresso nella band nel 1990, in sostituzione dello scomparso Brent Mydland.

## Formazione

### Storica
- Jerry Garcia – voce, chitarra(1965-1995; morto nel 1995)
- Bob Weir – voce, chitarra (1965-1995)
- Pigpen McKernan – tastiera (1965-1972; morto nel 1973)
- Phil Lesh – basso (1965-1995; morto nel 2024)
- Bill Kreutzmann – batteria (1965-1972; 1976-1995)
- Mickey Hart – batteria (1965-1995)

### Altri ex membri
- Tom Constanten - tastiere (1968-1970)
- Keith Godchaux - tastiere (1971-1979, morto nel 1980)
- Brent Mydland - tastiere, voce (1977-1990; morto nel 1990)
- Bruce Hornsby - tastiere, voce (1990-1992)
- Vince Welnick - tastiere, voce (1990-1995; morto nel 2006)
- Donna Jean Godchaux - voce (1972-1979)